# Detlev Claussen

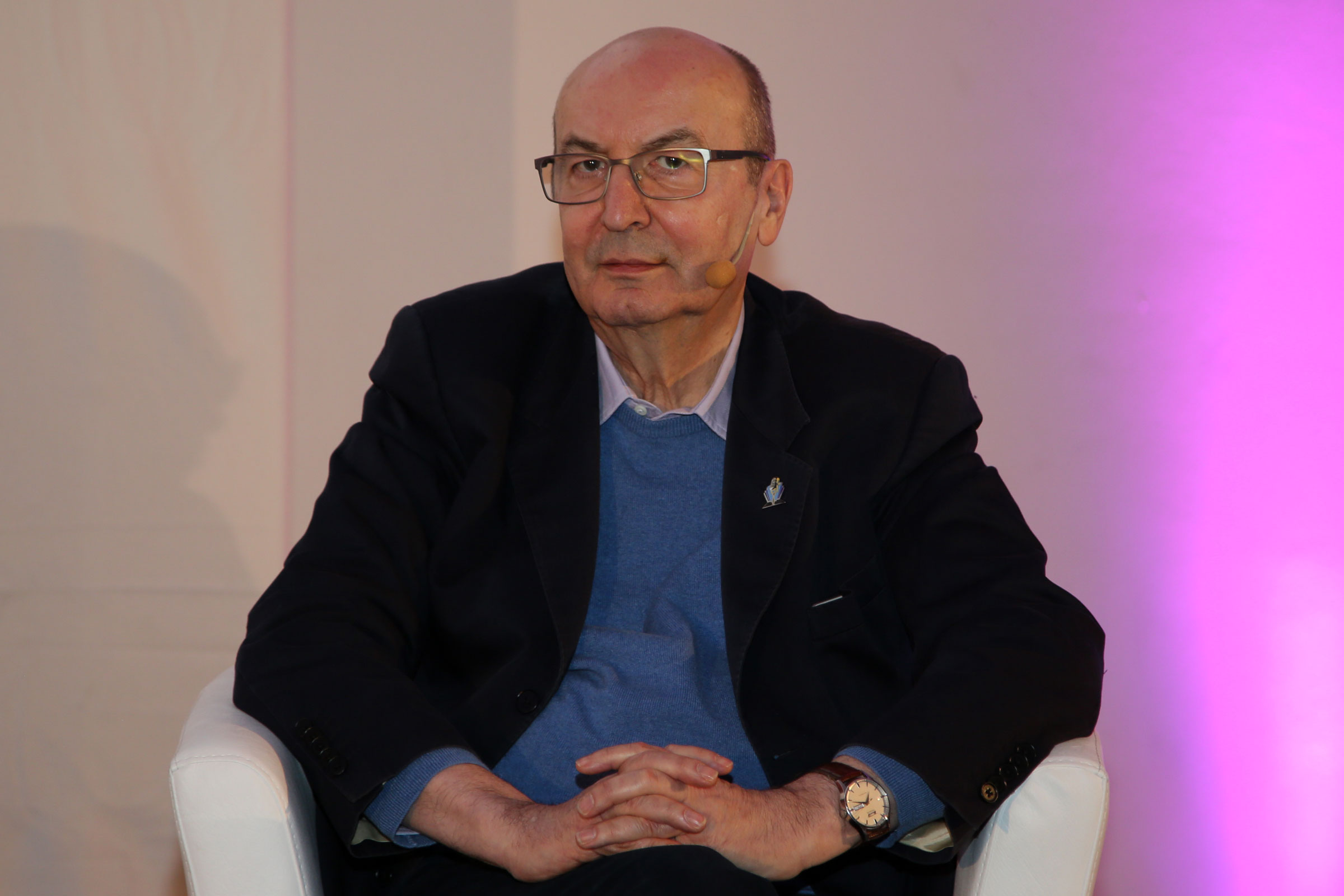
Detlev Claussen (2015)

Detlev Claussen (* 1948 in Hamburg) ist ein deutscher Publizist und Soziologe.

## Leben
Als Schüler erlebte Claussen bei Vorträgen, die der Bremer Domprediger Günter Abramzik für Radio Bremen organisierte, Gelehrte wie Ernst Bloch, Hans Mayer und 1964 auch Theodor W. Adorno. Bei anschließenden Treffen lernte er sie  persönlich kennen.
Von 1966 bis 1971 studierte Detlev Claussen Philosophie, Soziologie, Literatur und Politik in Frankfurt am Main, unter anderem bei Adorno. Claussen wurde 1975 promoviert und 1985 habilitiert. Von 1994 bis zu seiner Emeritierung 2011 war er Professor für Gesellschaftstheorie, Kultur- und Wissenschaftssoziologie an der Gottfried Wilhelm Leibniz Universität Hannover. Seine Arbeitsschwerpunkte umfassen die Untersuchung von Antisemitismus, Xenophobie, Nationalismus, Rassismus, Transformationsgesellschaften, Migrationsbewegungen und Psychoanalyse.

## Publikationen (Auswahl)
- als Hrsg.: Spuren der Befreiung – Herbert Marcuse. Ein Materialienbuch zur Einführung in sein politisches Denken. Luchterhand Verlag, Darmstadt/Neuwied 1981, ISBN 3-472-61333-5.
- List der Gewalt. Soziale Revolutionen und ihre Theorien. Campus, Frankfurt am Main 1982, ISBN 3-593-33083-0.
- Abschied von gestern. Kritische Theorie heute. Buchladen Bettina Wassmann, Bremen 1986, ISBN 3-926182-00-8.
- Kleine Frankfurter Schule des Essens und Trinkens. 2. Auflage. Buchladen Bettina Wassmann, Bremen 1990, ISBN 3-926182-00-8.
- Grenzen der Aufklärung. Die gesellschaftliche Genese des modernen Antisemitismus. Fischer Taschenbuch Verlag,  Frankfurt am Main 1987, ISBN 3-596-26634-3.
- als Hrsg.: Vom Judenhass zum Antisemitismus. Materialien einer verleugneten Geschichte. Luchterhand Verlag, Darmstadt 1987, ISBN 3-630-61677-1.
- Unterm Konformitätszwang. Zum Verhältnis von kritischer Theorie und Psychoanalyse. Verlag Bettina Wassmann, Bremen 1988, ISBN 3-926182-06-7.
- Mit steinernem Herzen. Politische Essays 1969–1989. Verlag Bettina Wassmann, Bremen 1989, ISBN 3-926182-11-3.
- Blick zurück auf Lenin. Luchterhand,  Frankfurt am Main 1990.
- Was heisst Rassismus? Wissenschaftliche Buchgesellschaft, Darmstadt 1994.
- Mißglückte Befreiung. Zur ethnisierenden Auflösung des Realsozialismus. In: N. Stefanov, M. Werz (Hrsg.): Bosnien und Europa. Die Ethnisierung der Gesellschaft. Frankfurt am Main 1994.
- Die Banalisierung des Bösen. Über Auschwitz, Alltagsreligion und Gesellschaftstheorie. In: M. Werz (Hrsg.): Antisemitismus und Gesellschaft. Frankfurt am Main 1995.
- Hannoversche Schriften 3. Aspekte der Alltagsreligion. Ideologiekritik unter veränderten gesellschaftlichen Verhältnissen. Neue Kritik, Frankfurt am Main 2000.
- Theodor W. Adorno – Ein letztes Genie. S. Fischer, Frankfurt am Main 2003, ISBN 978-3-10-010813-5.
- Béla Guttmann. Weltgeschichte des Fußballs in einer Person. Berenberg, Berlin 2006, ISBN  	978-3-937834-11-5.
- Der konkrete Kosmopolitismus im Fußball des 21. Jahrhunderts. Detlev Claussen im Gespräch mit Diethelm Blecking. In: D. Blecking, G. Dembowski (Hrsg.): Der Ball ist bunt. Fußball, Migration und die Vielfalt der Identitäten in Deutschland. Frankfurt am Main 2010.